# Alphonse Juin
Alphonse Pierre Juin, francoski maršal in akademik, * 16. december 1888, † 27. januar 1967.